# Frank Madlener
 (décembre 2016).
Si vous disposez d'ouvrages ou d'articles de référence ou si vous connaissez des sites web de qualité traitant du thème abordé ici, merci de compléter l'article en donnant les références utiles à sa vérifiabilité et en les liant à la section « Notes et références ».
Frank Madlener, né en 1968 dans une famille franco-allemande, est directeur de l'IRCAM.

## Biographie
Il accomplit ses études musicales en France et en Belgique (piano, musique de chambre, analyse, harmonie, histoire de la musique), puis à Darmstadt, et Salzbourg, parallèlement à ses études en philosophie. Lauréat de l'European Mozart Foundation, il a travaillé à Prague, Budapest et Cracovie.
En 1994, il fonde L’Écrit vint à la musique, une série de concerts-rencontres autour de la lecture d’un texte original d’un écrivain invité. Il a été chef assistant à l'Opéra d'Anvers, puis de 1998 à 2002, directeur artistique du festival Ars Musica de Bruxelles, et l'un des membres fondateurs du réseau européen Varèse. Il est directeur artistique du festival Musica de Strasbourg pour les éditions 2003, 2004 et 2005.
Depuis janvier 2006, il assure la direction générale et artistique de l'Ircam,,, ainsi que la coordination éditoriale du journal de la création l'Etincelle. Sous son impulsion, l'Ircam lance en 2012 le festival international ManiFeste avec son Académie pluridisciplinaire et, en 2017, au centre Pompidou, le forum Vertigo pour les arts et l'innovation.
Mobilisé par les projets internationaux pour la culture et les humanités numériques (ICT), Frank Madlener est membre fondateur des réseaux européens Ulysses, Vertigo, Interfaces, ainsi que du Conseil scientifique de la région Ile-de-France.